# Tongkat ali

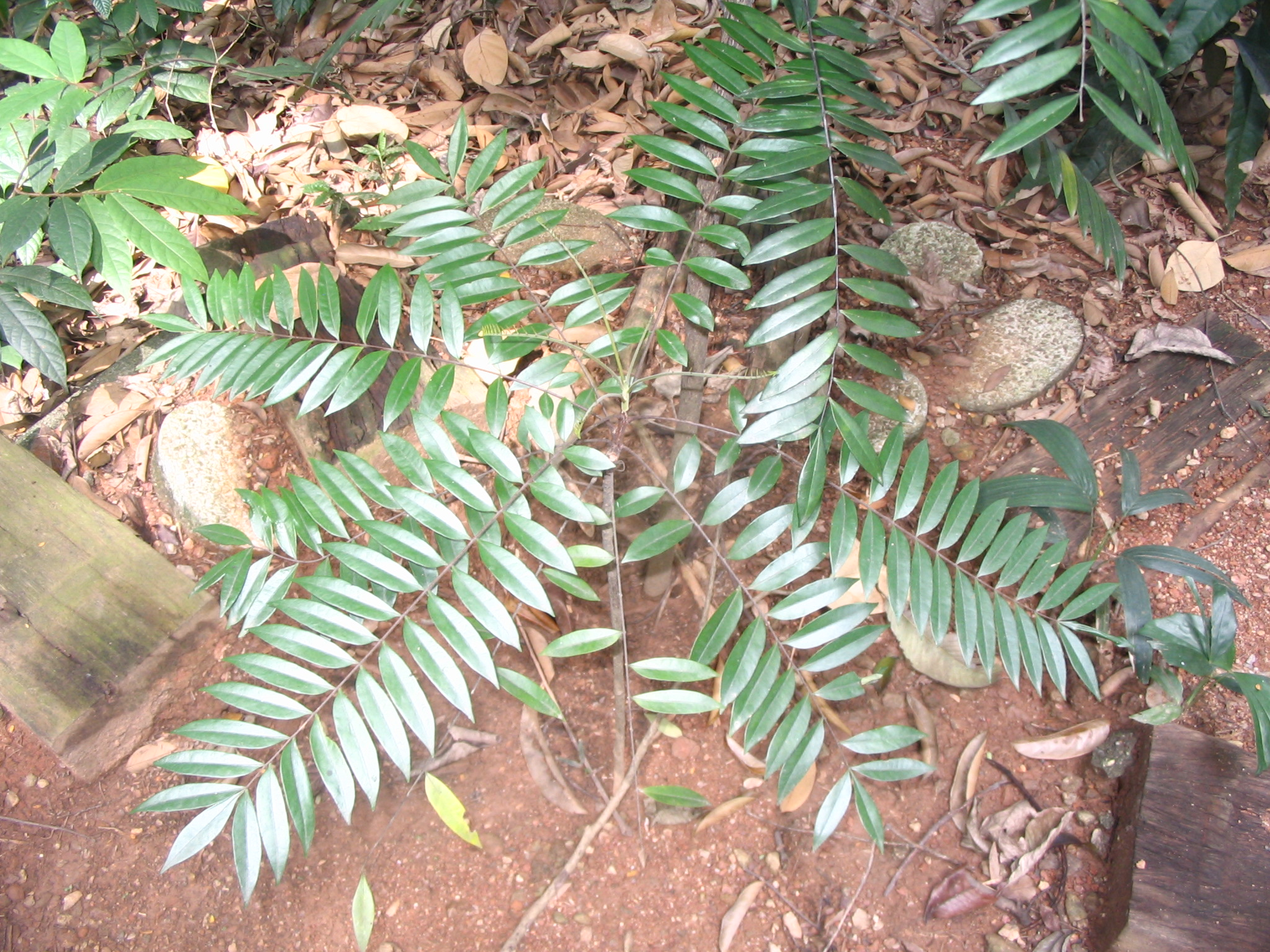
Hosszú, szárnyas levelek

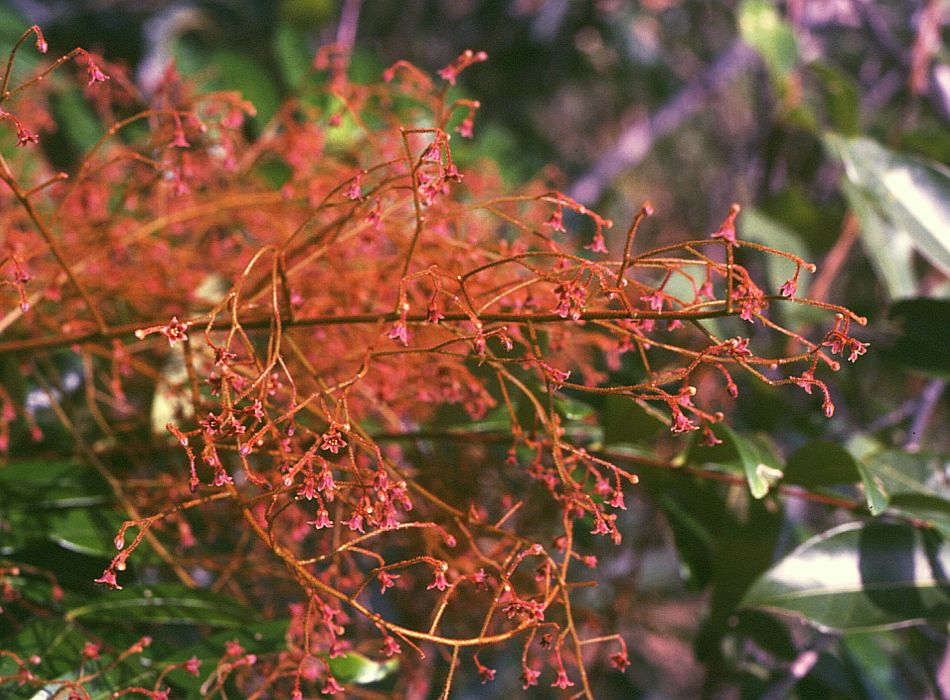
Elágazó virágzat, sok virággal

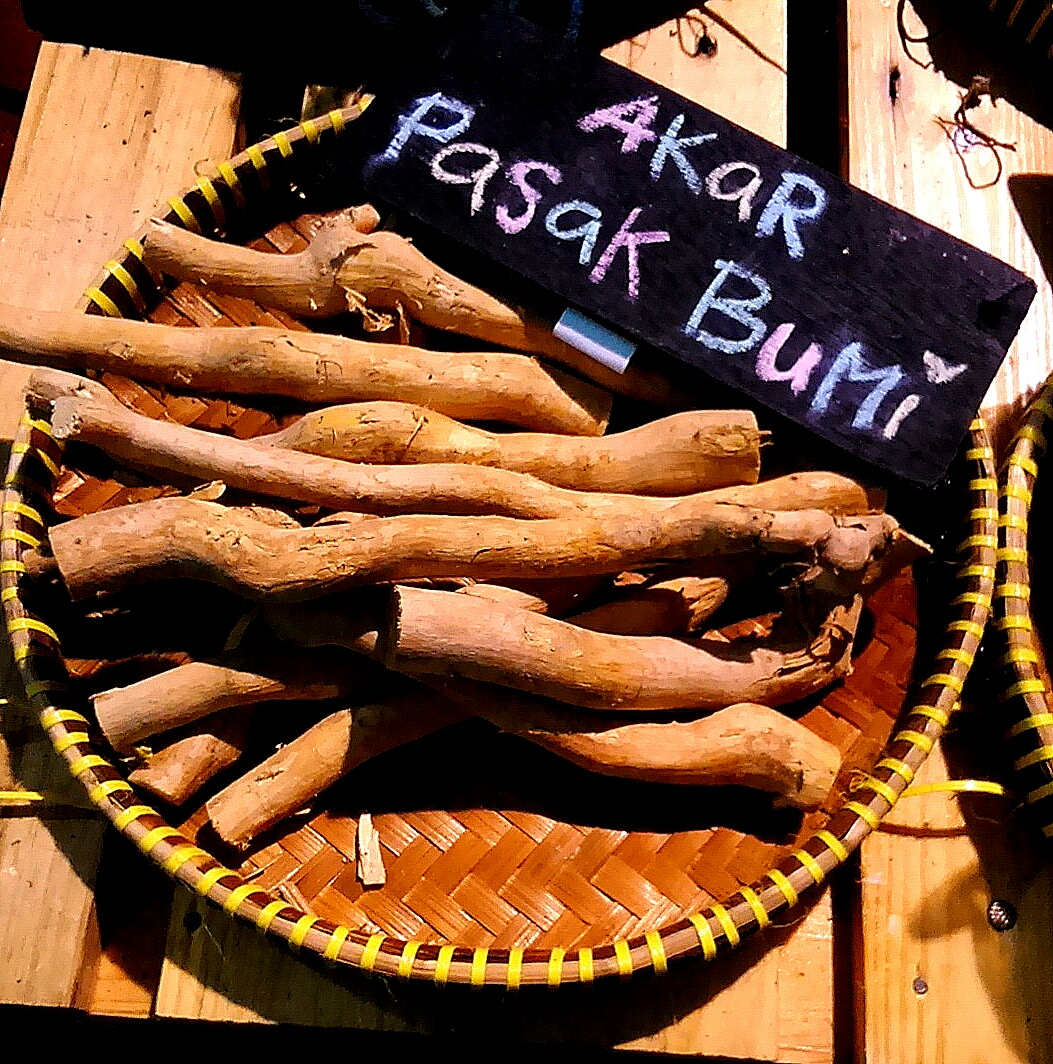
Gyökérek

A tongkat ali (Eurycoma longifolia, pasak bumi vagy longjack) a Simaroubaceae családba tartozó virágos növény. Indokínában (Kambodzsa, Laosz, Malajzia, Mianmar, Thaiföld és Vietnam) és Indonéziában (Borneó és Szumátra szigetei) őshonos, de a Fülöp-szigeteken is megtalálható. A növény egy közepes méretű, karcsú cserje, amely elérheti a 10 méteres magasságot, és gyakran elágazás nélküli. A növény gyökerét a délkelet-ázsiai régió népi gyógyászatában használták, a modern időkben pedig étrend-kiegészítőként, valamint étel- és italadalékként is elterjedt.

## Egyéb elnevezései
A közismert nevek közül sok a növény gyógyászati felhasználására és rendkívüli keserűségére utal. A penawar pahit egyszerűen "keserű báj" vagy "keserű gyógyszer". A régebbi szakirodalom, például a Journal of Ecology 1953-as cikke csak a penawar pahit-ot említi a növény közös maláj neveként.
Mint fentebb említettük, az E. longifolia a délkelet-ázsiai régióban "tongkat ali" és "pasak bumi" közneveken ismert, de ezeket a neveket a fiziológiailag hasonló Polyalthia bullata fajra is használják. Az E. longifolia kérge és gyökere fehérebb/sárgásabb színű, mint a sötétebb színű P. bullata, ami miatt az előbbit "tongkat ali/pasak bumi putih" vagy "tongkat ali/pasak bumi kuning", az utóbbit pedig "tongkat ali/pasak bumi hitam" néven ismerik. ("Putih" jelentése "fehér", "kuning" jelentése "sárga", és "hitam" jelentése "fekete" maláj/indonéz nyelven). Indonéziában van egy vörös színű fajta is, amelyet "tongkat ali/pasak bumi merah" néven ismernek ("merah" jelentése "vörös"), amelyet a kutatók jelenleg tanulmányoznak, és amelynek még nem volt faji besorolása[5].
Az Eurycoma longifolia az Eurycoma longifolia Jack fajnévvel is ismert, mivel William Jack botanikus ezt a nevet használta 1822-ben megjelent taxonómiai leírásában[6].

## Leírása
Közepes méretű, karcsú, 10 m-t is elérő, gyakran elágazás nélküli, vörösesbarna levélnyéllel rendelkező cserje. Levelei összetettek, akár 1 m (39 in) méteres hosszúságot is elérő levelek. Minden egyes összetett levél 30-40 levélkéből áll, a lándzsás-lándzsás-vastag lándzsás levélkékig. Az egyes levélkék kb. 15–20 cm hosszúak, 1,5–6 cm szélesek, és a hasi oldalon sokkal halványabbak.
A virágzat hónaljban, nagy, barnásvörös fürtökben, nagyon finom, puha, szemcsés trichomákkal erősen szőrös. A virágok kétlakiak. A szirmok kicsik, nagyon finoman szőrösek. A termés kemény, tojásdad, fiatalon sárgásbarna, éretten barnásvörös. A növény alföldi erdők aljnövényzetében nő, és sokféle talajon megél, de a savanyú, jó vízelvezetésű talajt kedveli

## Felhasználása
Az Eurycoma longifoliának számos állítólagos egészségügyi előnyt tulajdonítanak. A növényt Indonézia, Malajzia és Vietnam hagyományos gyógyászatában használják. Indonéziában és Malajziában a növény gyökerét vízben megfőzik, és a vizet fogyasztják egészségtónusként a szülés utáni felépüléshez, afrodiziákumként, valamint láz, bélférgek, vérhas, hasmenés, emésztési zavarok és sárgaság enyhítésére. Vietnamban a virágot és a gyümölcsöt vérhas kezelésére használják, a gyökeret pedig malária és láz ellen.  Malajziában a növényből készült pasztát helyileg alkalmazzák fejfájás és gyomorfájás enyhítésére. A hagyományos hiedelem szerint az E. longifolia afrodiziákum. A növénynek tulajdonított egyéb egészségügyi előnyök közé tartozik a maláriaellenes, antidiabetikus, antimikrobiális, lázcsillapító, dengue elleni és immunmoduláló hatás.Indonéziában és Malajziában az E. longifolia széles körben került kereskedelmi forgalomba. Gyökerét, amely erősen keserű, étrend-kiegészítők, valamint élelmiszer- és italadalékok alapanyagaként használják. Az Egyesült Államokban a kivonatnak, mint összetevőnek, önmegerősített, általánosan biztonságosnak elismert (GRAS) státusza van.Kiegészítőként a szexuális egészség javításának állítólagos előnyei miatt, energia- és állóképesség-növelőként, a vérkeringés javítására, a stressz csökkentésére[17] és zsírcsökkentésre[18] hozták forgalomba. Az italok piacán a kávé és az energiaitalokként forgalmazott italok gyakori összetevője.A rendelkezésre álló klinikai adatok nem támasztják alá az Eurycoma longifolia étrend-kiegészítőként való használatát semmilyen célra

## Kereskedelmi forgalmazás

### Hamisítás és szennyeződés
Számos esetben fordult elő, hogy termékekről hamisan állították, hogy E. longifolia-t tartalmaznak összetevőként, valamint E. longifolia termékszennyezési esetek is előfordultak. 2006-ban az Egyesült Államok Élelmiszer- és Gyógyszerügyi Hivatala (FDA) betiltott hét olyan étrend-kiegészítő terméket, amelyek azt állították, hogy fő összetevőként E. longifolia-t tartalmaznak, de emellett vényköteles gyógyszereket, sőt olyan vényköteles gyógyszerek analógjait is, amelyek biztonságosságát embereken még nem vizsgálták, mint például az acetildenafil.
2017-ben az FDA bejelentette, hogy két különböző márkájú, E. longifolia-tartalmú kávét hívtak vissza, miután kiderült, hogy erekciós zavarok kezelésére szolgáló gyógyszerek hatóanyagaival hamisították.
Malajziában több mint 200 regisztrált E. longifolia termék van. Egy 2004-es tanulmány azonban a minőségvizsgálatot követően megállapította, hogy ezek 36%-a a törvényileg megengedett határértéket meghaladó mértékben higannyal szennyezett.

### Kivonatok
A piacon gyakoriak a különböző, 1:50, 1:100 és 1:200 arányú E. longifolia kivonatokat tartalmazó termékek. Az ilyen arányrendszeren alapuló kivonatok azonban gyakran félrevezetőek és nehezen ellenőrizhetők. A gyógynövénytermékekkel kapcsolatban végzett tudományos kutatások általában azt mutatják, hogy a bioaktív összetevők tartalma sok esetben termékenként eltérő. Az egyik felfogás szerint a magasabb extrakciós arány erősebb terméket jelez, de a magasabb extrakciós arány csak azt jelenti, hogy minden másból, ami az eredeti anyag része volt, többet távolítottak el, és nem azt méri, hogy mennyi tényleges E. longifolia tömeg van jelen.
Egy másik lehetőség, hogy az extrakciós technikák standardizálási módszereket használnak a kivonat bioaktív tartalmának és minőségének standardizációs markerekhez viszonyított ellenőrzésére. Az E. longifolia esetében használt szabványosítási markerek közé tartozik az eurikomanon, az összes fehérje, az összes poliszacharid és a glikozaponin, amelyeket a malajziai Tudományos és Ipari Kutatóintézet (SIRIM) által kidolgozott technikai iránymutatásban ajánlottak

### Fenntarthatóság
Az E. longifolia-t főként gyökerei miatt használják, ezért a betakarításkor az egész növényt ki kell gyökereztetni. Ez aggodalomra ad okot a felhasználás hosszú távú fenntarthatóságával kapcsolatban.
Malajziában a nyers E. longifolia exportja tilos, és maga a növény a kiemelt jelentőségű gyógynövényfajok között szerepel a természetvédelmi listán, a vadon élő fák betakarítása pedig a veszélyeztetett fajok nemzetközi kereskedelméről szóló 686. törvény értelmében korlátozott. 2016-ban Ahmad Shabery Cheek, Malajzia mezőgazdasági minisztere azt mondta, hogy a faj húsz éven belül kihalhat, ha nem tesznek gyors erőfeszítéseket a termesztés és az újratelepítés érdekében. Ennek ellenére a malajziai kormány ösztönözte a növényen alapuló nagy értékű gyógynövénytermékek kereskedelmi forgalomba hozatalát,nevezetesen a 2010-es gazdasági átalakulási programjában, ahol a Tongkat Ali a 2020-ig nagymértékben fejlesztendő öt legfontosabb gyógynövény között szerepel. A kereskedelmi forgalomba hozatal támogatása érdekében a malajziai kormány kísérleteket tett a növény hosszú távú kereskedelmi termesztésének ösztönzésére a gazdáknak nyújtott támogatásokkal, a MARDI által végzett agronómiai kutatások lehetővé tételével és a klasztergazdaságok létrehozásával a keleti parti gazdasági régió keretében[36]

## Kémiai összetevők
Az Eurycoma longifolia a jelentések szerint az eurycomanol, az eurycomanon és az eurycomalacton glikoprotein vegyületeket tartalmazza